# 乌桥街道
乌桥街道，是中华人民共和国广东省汕头市金平区下辖的一个已撤销的乡镇级行政单位。现隶属于广东省汕头市金平区光华街道。

## 行政区划
乌桥街道下辖以下地区：
享祠社区、火车头社区、振兴社区、焕金社区和二马社区。